# She.com
she.com，全名為she communication limited，是在2000年2月28日，由已故安子介外孫楊鼎立（董事長及首席執行官）、林外山及林孝偉於香港（總部）成立。
主要業務在香港和全球經營亞洲女性網站，同時為客戶提供資訊解決方案。
而最主要股東為TOM集團有限公司和菱控香港有限公司，TOM集團是在2000年6月14日以2000萬港元收購，持股量為33.5%。

## 外部連結
- she.com（页面存档备份，存于）
- she mom（页面存档备份，存于）
- she brides（页面存档备份，存于）
- she critiques（页面存档备份，存于）